# Stortjärnen (Ådals-Lidens socken, Ångermanland)
Stortjärnen är en sjö i Sollefteå kommun i Ångermanland och ingår i Ångermanälvens huvudavrinningsområde. Sjön har en area på 0,0763 kvadratkilometer och ligger 242 meter över havet. Sjön avvattnas av vattendraget Vigdan (Ottjärnån).

## Delavrinningsområde
Stortjärnen ingår i det delavrinningsområde (704721-156139) som SMHI kallar för Utloppet av Ottsjön. Medelhöjden är 256 meter över havet och ytan är 24,13 kvadratkilometer. Det finns inga avrinningsområden uppströms utan avrinningsområdet är högsta punkten. Vigdan (Ottjärnån) som avvattnar avrinningsområdet har biflödesordning 2, vilket innebär att vattnet flödar genom totalt 2 vattendrag innan det når havet efter 103 kilometer. Avrinningsområdet består mestadels av skog (68 procent) och sankmarker (13 procent). Avrinningsområdet har 2,79 kvadratkilometer vattenytor vilket ger det en sjöprocent på 11,5 procent.